# دیاس اویلا
دیاس اویلا (به پرتغالی: Dias d'Ávila) یک منطقهٔ مسکونی در برزیل است که در باهیا واقع شده‌است. دیاس اویلا ۸۲٬۴۳۲ نفر جمعیت دارد.